# OPR-1000
OPR-1000 — двухконтурный ядерный реактор PWR второго поколения мощностью 1000 МВт, разработанный южнокорейскими компаниями KHNP и KEPCO. Первоначально OPR-1000 обозначалась как Корейская стандартная атомная электростанция, а в 2005 году была переименована в OPR-1000 для продажи за границу.

## Описание
Самым большим преимуществом OPR-1000 является высочайший в мире уровень безопасности. В нем отражены все требования к последующим действиям после аварии TMI, а также применена концепция предотвращения серьезных аварий и смягчения последствий аварий. Кроме того, на основе концепции глубокоэшелонированной защиты были применены избыточность, разнообразие и независимость оборудования, связанного с безопасностью, а также принцип безопасной работы в случае поломки. Кроме того, OPR1000 доказал свое превосходство в эксплуатационных характеристиках. Блок 3 Ханул, который начал свою работу в 1998 году, достиг среднего коэффициента использования 103,7 % в первый год, что является рекордом производительности мирового уровня в условиях поломки или остановки или работы без поломки в течение одного цикла. OPR1000 впервые применяет цифровую линию защиты электростанций и линию инженерно-безопасного оборудования для атомных электростанций в мире, поэтому демонстрирует выдающиеся характеристики в аспекте надежности.
Генератор Тип Синхронный, 4 полюса. Напряжение 22㎸, 3 фазы. Частота 60㎐